# اوه یون جی
اوه یون جی (کره‌ای: 오연지؛ زادهٔ ۴ اوت ۱۹۹۰) بوکسور آماتور اهل کره جنوبی است. او در بازی‌های المپیک تابستانی ۲۰۲۰ رقابت کرده است.